# Liborina
Liborina è un comune della Colombia facente parte del dipartimento di Antioquia.
Il centro abitato venne fondato da Vicente Londoño, Jorge Martínez e Rafael Pajón nel 1832, mentre l'istituzione del comune è del 1833.